# Cyclanthera jeffreyi
Cyclanthera jeffreyi là một loài thực vật có hoa trong họ Cucurbitaceae. Loài này được Lira & I.Rodr.-Arévalo mô tả khoa học đầu tiên năm 1999.